# Tre Valli Varesine 1986
La Tre Valli Varesine 1986, sessantaseiesima edizione della corsa, si svolse il 9 agosto 1986 su un percorso di 251,1 km. La vittoria fu appannaggio dell'italiano Guido Bontempi, che completò il percorso in 6h31'05", precedendo in volata i connazionali Pierino Gavazzi e Roberto Pagnin.

## Ordine d'arrivo (Top 10)
| Pos. | Corridore            | Squadra                | Tempo    |
| ---- | -------------------- | ---------------------- | -------- |
| 1    | Guido Bontempi       | Carrera-Vagabond       | 6h31'05" |
| 2    | Pierino Gavazzi      | Atala-Ofmega           | s.t.     |
| 3    | Roberto Pagnin       | Malvor-Bottecchia      | s.t.     |
| 4    | Patrick Serra        | Ariostea-Gres          | s.t.     |
| 5    | Stefano Colagè       | Dromedario-Laminox     | s.t.     |
| 6    | Francesco Moser      | Supermercati Brianzoli | s.t.     |
| 7    | Dag Erik Pedersen    | Ariostea-Gres          | s.t.     |
| 8    | Francesco Rossignoli | Carrera-Vagabond       | s.t.     |
| 9    | Marco Bergamo        | Carrera-Vagabond       | s.t.     |
| 10   | Giuseppe Calcaterra  | Atala-Ofmega           | s.t.     |